# Tijaniyya
La Tijāniyyah ou ṭarīqah al-Tijāniyyah (en arabe : الطريقة التجانية (Al-Ṭarīqah al-Tijāniyyah), littéralement « la voie tijanie », variantes tidiane, tidjane, tidjanie) est une confrérie (ṭarīqah) soufie, fondée par Aḥmad Al-Tijānī en 1782,.
Cette confrérie musulmane est la plus répandue d'Afrique de l'Ouest. Elle est aussi largement présente au Maroc et en Algérie mais aussi de manière plus restreinte en Tunisie, Libye, Égypte, Indonésie et dans le reste du monde.

## Histoire
La tijānīyyah est née en l’an 1196 de l’Hégire (1781-1782 de notre ère) lorsque le cheikh Aḥmad Al-Tijānī, à 46 ans, lors d'une retraite spirituelle dans une oasis proche de Boussemghoun (Régence d'Alger), eut une expérience mystique en rencontrant le Prophète Mahomet dans un état de veille, en plein jour, lui annonçant qu’il est désormais son initiateur direct et le seul guide spirituel dont il aura besoin. Avec cette rencontre, il est investi d’une mission unique : guider les âmes vers Dieu sans autre intermédiaire.
La naissance de la ṭarīqah Tijāniyyah est marquée par ce lien direct avec le Prophète, une particularité qui en fait une voie spirituelle unique. Cette transmission directe confère à la Tijāniyyah un statut particulier. Le Prophète Mahomet lui ordonne alors de se détacher de toutes les autres voies et pratiques qu’il avait reçues auparavant, lui conférant l’autorisation exclusive de transmettre cette voie bénie.
Le 22 juillet 1799 (18 safar 1214 de l'Hégire), Sīdī Aḥmad Al-Tijānī reçoit le statut de « Pôle caché ». Dans la hiérarchie spirituelle islamique, cela en fait un médiateur privilégié entre le Prophète et les autres fidèles. On rapporte que le Prophète lui a conféré le rang spirituel du « Sceau de la Sainteté » (khātm al-awliyā'), lui révélant le Nom Suprême de Dieu (ism Allāh al-a'ẓam). Ce statut lui octroie une mission sacrée, celle de guider spirituellement les hommes et de servir de calife spirituel sur terre, assurant la médiation divine.
Son ordre prend rapidement une expansion importante sur la région à partir de Aïn Madhi, ce qui provoque l'inquiétude des autorités du diwan de la Régence d'Alger et il est contraint de se réfugier à Fès où il s'installe jusqu'à sa mort en 1815 sous la protection du sultan alaouite Slimane.
Son enseignement a été compilé par un de ses compagnons du nom de ʿAlī Ḥarāzim Barādah, dans Jawāhir al-Ma'ānī, un livre à propos de la vie et des enseignements de Sīdī Aḥmad Al-Tijānī. L'ouvrage avait déjà fait l'objet d'une glose marginale par le saint et érudit de la tijānīyyah, El Hadji 'Umar bin Said al-Futi (1796-1864), dans Al-Rimāḥ (Les Lances).

### Controverse avec l'émir Abdelkader
Dans le cadre de sa résistance contre l'armée coloniale française, l’émir Abdelkader sollicita, en 1832, le soutien de Sīdī Muḥammad al-Ḥabīb al-Tijānī, fils de Sīdī Aḥmad al-Tijānī et dirigeant de la zaouïa tijāniyyah de Aïn Madhi. Cependant, Sīdī Muḥammad al-Ḥabīb refusa, affirmant que sa zaouïa se consacrait exclusivement aux affaires spirituelles et ne s’impliquait pas dans les conflits terrestres.
En juin 1838, face à une situation tendue et influencé par des rapports de fauteurs de troubles, l’émir Abdelkader marcha sur Aïn Madhi, déclenchant un siège qui dura plusieurs mois. Sīdī Muḥammad al-Ḥabīb et ses partisans résistèrent fermement, bien que des négociations infructueuses aient été tentées. Finalement, un accord permit aux habitants de la forteresse de quitter les lieux en sécurité, ce qui permit à l’émir d’entrer à Aïn Madhi sans effusion de sang.
Par la suite, des divergences d’approche face à l’occupant se manifestèrent parmi les différentes zaouïas tijānies. La zaouïa de Aïn Madhi, sous la direction de Sīdī Muḥammad al-Ḥabīb, ainsi que celle de Tamacine, adoptèrent une position de neutralité, refusant d’apporter leur soutien à l’émir. En revanche, la zaouïa de Tlemcen, dirigée par Shaykh Ṭāhir, soutint activement l’émir Abdelkader et proclama le djihad contre les forces françaises.
Finalement, l'émir Abdelkader se rendit compte de la sincérité de Sīdī Muḥammad al-Ḥabīb et lui rédigea une lettre d'excuses aujourd'hui conservée à Aïn Madhi.
Au milieu du XIXe siècle, 'Umar bin Said al-Futi, un Fulbe du Sénégal, assume la direction des Tijanis et le rôle de mujahid (guerrier de la foi), lançant un mouvement militant pour le djihad anticolonial en Afrique de l’Ouest, du Sénégal au Ghana et au Soudan nilotique.

## Doctrine
Le contact direct avec le Prophète dont se prévalait le fondateur de la tijānīyyah est un atout important de la nouvelle confrérie dans la mesure où il raccourcit de façon spectaculaire la chaîne de transmission des fidèles (silsilah), rendant ces derniers plus proches de Mahomet que ce dont pouvaient se prévaloir les autres confréries. La tijānīyyah se veut en outre exclusive alors que l'affiliation multiple à des tariqas était généralement admise. Elle se heurta d'ailleurs rapidement aux autres tariqas qui dénonçaient cette arrogance.
La doctrine de la tijānīyyah est décrite comme l'accès à la connaissance de Dieu par le fanâ’ et le baqa’.
Elle doit sans doute une partie de son succès du fait qu'elle propose une voie plus sûre, plus rapide et moins ascétique que les autres ṭarīqah.
La doctrine de la tijānīyyah repose sur un ensemble de pratiques spirituelles spécifiques et sur une fidélité rigoureuse aux principes établis par le fondateur. Elle met l’accent sur une relation directe entre le disciple et le Cheikh (Sīdī Aḥmad Al-Tijānī), excluant toute affiliation à d’autres voies soufies. L'essence de la Ṭarīqah est centrée sur :
1. L'unicité de la voie : Les disciples doivent s’engager exclusivement dans la Ṭarīqah Tijānīyyah, sans pratiquer d’autres voies spirituelles, et maintenir un lien unique avec Sīdī Aḥmad Al-Tijānī.
2. L’observation stricte des oraisons : Les pratiques rituelles incluent le lāzim, la waẓīfah et la haylalah, récitées quotidiennement ou hebdomadairement avec un engagement constant. Ces oraisons sont considérées comme des actes pieux dont l’assiduité garantit le progrès spirituel.
3. La pureté rituelle et morale : La Ṭarīqah exige que chaque disciple respecte les prescriptions de la Charia en matière de pureté, de prière et de comportement éthique, tout en maintenant un amour et un respect profond pour les saints, particulièrement Sīdī Aḥmad Al-Tijānī.
4. La transmission authentique : L’appartenance à la Ṭarīqah est validée par une chaîne de transmission remontant directement à Sīdī Aḥmad Al-Tijānī, assurant ainsi l’intégrité spirituelle de la voie.

La Ṭarīqah Tijānīyyah se distingue également par son respect de tous les prophètes et compagnons du Prophète Mahomet, tout en encourageant les disciples à s’éloigner de toute animosité envers la voie ou ses membres.

## Litanies[10]
La ṭarīqah Tijānīyyah se compose de plusieurs litanies (awrād). Le disciple est tenu de les réaliser quotidiennement, ou hebdomadairement le vendredi pour la haylalah, sous peine d'excommunication de la ṭarīqah.
Pour réciter les litanies, le disciple tijānī doit être en état d'ablutions, il doit se trouver dans un endroit pur, de même pour ses habits et son corps. Sa ‘awrah doit être couverte, il doit avoir l'intention de réciter une litanie, et il ne doit pas parler du début à la fin.

### Le lāzim
Le lāzim consiste en la récitation, matin et soir, seul et à voix basse de :
- 100 demandes de pardon à Dieu (istighfār) à travers la parole : « AstaghfiruLlāh »,
- 100 prières sur le Prophète (ṣalawāt),
- 100 proclamations de l'unicité de Dieu (tahlīl) à travers la parole : « Lā ilāha illā Allāh », que l'on clôture par « Muḥammadun rasūluLlāh ‘alayhi ṣalātu Allāh ».

### La waẓīfah
La waẓīfah consiste en la récitation, matin et/ou soir, en groupe et à voix haute de :
- 30 demandes de pardon à Dieu (istighfār) à travers la parole : « AstaghfiruLlāh al-‘Aẓīm al-ladhī lā ilāha illā Huwa al-Ḥayy al-Qayyūm »,
- 50 prières sur le Prophète (ṣalawāt) de type ṣalāt al-fātiḥ,
- 100 proclamations de l'unicité de Dieu (tahlīl) à travers la parole : « Lā ilāha illā Allāh », que l'on clôture par « Muḥammadun rasūluLlāh ‘alayhi ṣalātu Allāh »,
- 12 ou 11 prières sur le Prophète (ṣalawāt) de type Jawharat al-Kamāl.

### La haylalah
La haylalah consiste en la récitation, tous les vendredis après la prière du ‘aṣr, en groupe et à voix haute de :
- 1000 proclamations de l'unicité de Dieu (tahlīl) à travers la parole : « Lā ilāha illā Allāh », que l'on clôture par « Muḥammadun rasūluLlāh ‘alayhi ṣalātu Allāh »."

## Califes
- Si vous ne connaissez pas le sujet, laissez ce bandeau (vous pouvez alors contacter les auteurs).
- Si vous supprimez le contenu mis en cause (vous pouvez préalablement contacter les auteurs),

argumentez précisément cette suppression dans la page de discussion
(un manque de référence n'est pas un argument ; une recherche réelle de référence doit avoir été effectuée, être formellement documentée).
Dans la ṭarīqah tijāniyyah, le rôle de calife (ou khalife) revêt une importance centrale, car il s’agit de la figure spirituelle et administrative qui assure la continuité de la voie après le fondateur, Sīdī Aḥmad Al-Tijānī. Le calife est chargé de préserver et transmettre les enseignements de la voie, d'encadrer la communauté des disciples et de veiller à la conformité des pratiques spirituelles aux principes fondamentaux établis par le Cheikh. En tant que guide spirituel, il incarne les valeurs de la ṭarīqah et apporte une orientation éclairée face aux défis sociaux, politiques et spirituels que peut rencontrer la Voie et ses disciples. Sa fonction garantit l'unité de la voie et la pérennité de ses enseignements à travers les générations. Depuis le décès de Sīdī Aḥmad Al-Tijānī, il y a eu 12 califes que voici :
1. Sīdī Hājj ‘Alī Tamacīnī : Maître spirituel et tuteur des héritiers de Sīdī Aḥmad Al-Tijānī.
2. Sīdī Muḥammad al-Ḥabīb ibn Aḥmad al-Tijānī : Succéda à Sīdī Hājj ‘Alī Tamacīnī et prit la maîtrise de la ṭarīqah.
3. Sīdī Aḥmad ‘Ammār al-Tijānī : Enfant lors de sa désignation, il fut emprisonné par les autorités françaises, la maîtrise de la ṭarīqah fut temporairement assurée par le calife de Tamacine, Sīdī Muḥammad al-‘Āīd.
4. Sīdī Bāshir ibn Aḥmad al-Tijānī : de 1896 à 1910
5. Sīdī ‘Allāl ibn Aḥmad al-Tijānī : de 1910 à 1919
6. Sīdī Muḥammad al-Kabīr ibn Aḥmad al-Tijānī : de 1919 à 1931
7. Sīdī Maḥmūd ibn Aḥmad al-Tijānī : de 1931 à 1934
8. Sīdī Ṭayyib ibn Aḥmad al-Tijānī : de 1934 à 1973
9. Sīdī ‘Alī ibn Aḥmad al-Tijānī : de 1973 à 1990
10. Sīdī ‘Abd al-Jabbār ibn Aḥmad al-Tijānī : de 1990 à 2005
11. Sīdī al-Ḥājj Muḥammad ibn Aḥmad al-Tijānī : de 2006 à 2010
12. Sīdī ‘Alī ibn al-‘Arabī al-Tijānī (connu sous le nom de Bel ‘Arbi) : Depuis le 4 octobre 2010[12].

Ces califes ont chacun contribué à préserver et à transmettre l'enseignement de la ṭarīqah tijāniyyah, assurant ainsi la continuité spirituelle et la gestion de la voie à travers les époques.

## Lieux saints
Le centre intellectuel, culturel et historique de la tijānīyyah est Aïn Madhi en Algérie où se trouve le siège du califat avec le palais de Kourdane. Le ksar abrite également la zaouïa mère de la confrérie qui conserve les tombeaux des chefs de la famille Tidjani. En outre, Boussemghoun, où Aḥmad Al-Tijānī vit Mahomet en état de veille et où il résida pendant 13 ans, est le centre le plus important.
La ville de Fès au Maroc où Aḥmad Al-Tijānī a vécu une partie de sa vie (surtout vers la fin) et où se trouve son mausolée, est le lieu de pèlerinage de la tijānīyyah le plus visité dans le monde surtout par les ressortissants de pays subsahariens (Sénégal, Mali...).
Au Sénégal, autre place forte de la tijānīyyah, on peut visiter la cité de Kaolack où se trouve le tombeau de celui faisant partie de ceux qui l'ont plus vulgarisée dans ce pays, Elhadji Abdoulaye Niasse. Son fils, Elhadji Ibrahima Niass, a pour sa part propagé la tijānīyyah surtout en Afrique et dans les coins les plus reculés du globe. Il s’était proclamé détenteur de la Fayḍah Tijānīyyah, une branche de cette confrérie donnant accès à la connaissance divine et dont la venue avait été annoncée par Cheikh Aḥmad Al-Tijānī vers la fin de sa vie. C’est d’ailleurs pour cette raison que Cheikh Ibrahim Niass est aujourd’hui le plus connu de cette confrérie et ses disciples sont estimés à plus de 90% des adeptes de la tijānīyyah dans le monde. Bien avant Elhadji Abdoulaye Niass, Cheikh Oumar Foutiyou Tall était également un grand propagateur de la tijānīyyah au Sénégal et en Afrique de l’ouest. Il initia dans la voie, Elhadji Malick Sy, un autre grand de la tijānīyyah qui repose dans la cité de Tivaouane. Il faut aussi ajouter la cité de Médina Gounass, entre autres foyers très importants de cette voie majoritaire au Sénégal, comme en témoignent ses multiples mosquées qui résonnent dans chaque quartier à l'aube et au crépuscule, après les prières canoniques, au son des litanies de la voie, à l'heure de la waẓīfah, ces séances de dhikr collectif, propres à la tijānīyyah.

## Zones d'implantation
La tijānīyyah trouve son origine à Aïn Madhi, puis s'est diffusée dans un premier temps autour de Boussemghoun dans le désert algérien.
La tijānīyyah s'est ensuite répandue dans le reste du Maghreb et, de façon limitée, en Arabie saoudite.
Elle a surtout traversé le Sahara pour se diffuser en Afrique de l'Ouest (Mauritanie, qui allait devenir avant le Sénégal une plaque tournante de la confrérie, Sénégambie, Mali, Burkina Faso), région où elle est aujourd'hui la confrérie la plus répandue, tout particulièrement au Sénégal, où elle jouit d'une influence inégalée.
Elle s'est implantée plus tard au Tchad, au Cameroun, au Soudan, au Nigéria, en Indonésie et au Pakistan. Elle est également présente en Libye, en Égypte, en Syrie, en France et aux États-Unis.

### Afrique de l'Ouest
Le djihad mené entre 1852 et jusqu'à sa disparition en 1864 par El Hadj 'Umar Tall, chef de guerre, érudit musulman, fondateur de l'éphémère empire toucouleur et membre de la tijānīyyah, à travers toute l'Afrique de l'Ouest, contribua beaucoup à la diffusion de cette dernière dans la région. Il revint du pèlerinage auréolé du titre de calife de la ṭarīqah en Afrique sub-saharienne, conféré par Muḥammad El GHÄLI, sur recommandation d'outre-tombe de Seydina Cheikh Aḥmad Al-Tijānī, fondateur de la voie.

#### Sénégal
Au Sénégal, deux dynasties familiales relaient le message spirituel de la tijānīyyah:
- les descendants d’El Hadji Malick Sy (1855-1922), établis à Tivaouane, et héritier le plus direct d'El Hadj 'Umar Tall (1794/97-1864) (le grand marabout de la zaouïa fut Seydou Nourou Tall (1864-1980 ?), un de ses descendants)[8]. Héritier de El Hadji 'Umar, il opta pour l'enseignement et la décentralisation. De son école, sortirent plus de 700 muqaddams (en) qui furent orientés dans tous les coins du Sénégal et même des autres pays de la colonie : Amadou Bouya GUEYE, en Côte d'Ivoire, Ndary MBAYE au Gabon, Diakhou Diongue en ex-Oubangui Chari... Leurs zawiyas ne leur ont toutefois pas survécu ;
- les descendants d’El Hadj Abdoulaye Niasse (1848-1922), qui ont pris pour siège la ville de Kaolack, comme cheikh Ibrahim Niasse (1900-1975), qui joue un rôle majeur dans son rayonnement international avec la Faydha tijānīyyah. Cette branche est la plus dynamique et a des liens transnationaux forts[8] avec des millions d’adeptes au Nigéria, au Mali, au Niger, au Burkina, au Tchad, au Soudan, aux Etats-Unis, en Indonésie, au Malaisie, en Europe, au Moyen-Orient.

Dans le centre, on retrouve El Hadji Amadou Dème (1890-1973), grand savant et écrivain à Sokone (Siné-Saloum).
Dans la région de Thiès, Elhadji Aḥmadou Barro Ndieguene (1825-1936 ?) diffusa aussi la voie.
Les villes de Louga avec Cheikhna Abbas Sall (1909-1990), Médina Gounass avec cheikh Mohamad siradji Dini Ba (1900-1980), Bandiagara (Mali) et Chinguetti (Mauritanie) sont également des villes significatives.

#### Mali
- Aḥmadou Hamahoulla

## Les savants de la confrérie[20]

### Maroc
- Muḥammad Larbi Sayeh, auteur de Bughiyat Ul Mustafid.
- Mohammed Erradi Guenoune, auteur de Nisâ Ut Tijâniyyât et d'une version de Ahzab Wa Awrad.
- Ahmed Skiredj, auteur notamment de Kashf Ul Hijâb
- Lahcen Al-Ba'qili
- Muḥammad Akansus
- Muḥammad An Nazîfî, auteur de Durrat Khâridah
- Muḥammad Ibn Al Mushrî Al Hasanî
- Muḥammad Al Ghâlî Al Hasanî
- Moulay Slimane
- Tayyib Sufyânî
- Sidi Moulay Mouhamed ben Abi Nasr Al Alaoui
- Sidi Abdelwahab At Taouadi (Inb al Ahmar al Fasi)
- 'Umar Ibn Muḥammad Ibn Idris Ibn 'Abd Ul 'Azîz Ad Dabbâgh
- Sayyid Shahîd Al Wazzânî
- Al Hasan Ibn 'Abdu Llâh Al Bûkilî
- Aḥmad Ibn Muḥammad Fathan Al Bannânî Al Fâsî
- 'Abbâs Ash Sharqawî
- Lalla Mannâna
- Safîyah Lubâdah
- Sidi Tahar Bou Tayeb
- 'Abd Ur Rahmân Ash Shinqîtî

### Algérie
- 'Alî At Tamasînî
- Muḥammad Ul Kabîr Ibn Aḥmad At Tijânî
- Muḥammad Ul Habîb Ibn Aḥmad At Tijânî

### Tunisie
- Sidi Brahim Riahi
- Mahmûd At Tûnisî

### Sénégal

#### Branche Sy de Tivaoune
- Cheikh Sidi Hadji Malick Sy, imam de la tijānīyyah qu'il contribua largement à diffuser au Sénégal et en Afrique noire
- Serigne Babacar Sy (Seydi Ababacar Sy), marabout et calife tijānī du Sénégal qui fut calife général des tidjanes de 1922 à 1957
- Serigne Mansour Sy Malick, demi-frère du précédent qui sera décédé quatre jours après son frère aîné et prédécesseurs et ne put même pas s'installer à la tête de la communauté, car malade au moment où décédait son frère.
- Serigne Abdou Aziz Sy, très connu sous le surnom Dabakh (1957-1997) qui a beaucoup marqué les Sénégalais du fait de son implication dans la vie socio-politique sénégalaise dont il était un régulateur reconnu.
- Serigne Mansour Sy, surnommé "Borom Daara yi" (le recteur), d'une érudition hors pair, calife de 1997 à 2012
- Serigne Cheikh Ahmed Tidiane Sy, surnommé "al Maktum", en référence à son homonyme, le fondateur de la voie, un grand intellectuel, mystique et poète, ayant fait de la politique dans sa jeunesse, à la veille de l'indépendance du Sénégal. Il fut aussi un brillant entrepreneur et industriel. Calife de 2012 au 15 mars 2017.
- Serigne Abdoul Aziz Sy, surnommé Al Amine, décédé le 22 septembre 2017.
- Serigne Mbaye Sy Mansour, calife depuis septembre 2017.

#### Branche des SY de Saint Louis
- Cheikh Thierno Ousmane Sy grand érudit de l'islam et de la tidjaniya qui reçurent plusieurs idjaza de la branche hafizien de Mauritanie ainsi que de Mouhamed fall Baba Alawi, de cherif mouhamed Ali, du cherif mouhamed moukhtar et plusieurs idjaza du Maroc notamment de seydi larabi sayeh rattaché à sidi Ali Tamacini le grand calife de Cheikh Aḥmad Al-Tijānī, de Tahiri mawla Alaoui, etc.

Ses Khalifs:
- Mourchid Aḥmad Iyane Sy
- Elhadj Malick Iyane Sy
- Seydi Moustapha Mouhamed Iyane Sy
- Seydi Aboubacar Thierno Ousmane Sy

#### Branche Tall
- Cheikh El Hadji 'Umar Tall Al Foutiyou, par ailleurs c'est lui qui a amené la Ṭarīqah Tijānīyyah au Sénégal mais également fondateur de l'Empire toucouleur
- Seydou Nourou Tall
- Thierno Mountaga Tall
- Thierno Bachire Tall (actuel calif)
- Thierno Madani Tall

#### Branche niassène
- Elhadji Abdoulaye Niasse, grand calif et commandeur de la tijānīyyah en Afrique noire. Il fut le fondateur de la branche Niassène de la Tijanniya.
- Cheikh Ibrahim Niasse, surnommé Baye Niasse, est grand calif et commandeur de la tijānīyyah en Afrique noire. Il fut le fondateur de la Fayḍah tijānīyyah[21] qui compte plus d'une centaine de millions de disciples à travers l'Afrique subsaharienne et le monde .
- Mame califea Niasse, successeur d'Elhadji Abdoulaye Niasse, défenseur et producteur littéraire de la tijanniya en Afrique subsaharienne.
- Cheikhou 'Umar Niasse
- Elhadji Abdoulaye Khalifa Niasse
- Elhadji 'Umar Khalifa Niasse (1916- 2009)
- Imam Hassane Cissé
- Seydi Alioune Cissé
- Cheikh Aḥmad Tidiane Niasse
- Cheikh Mahi Ibrahima Niasse

#### Autres Mouqqadam
- Thierno Alpha Aliou Thiam Ourossogui
- Serigne Abbas Sall
- El Hadj 'Umar Thiam Kaffrine[22]
- Tafsir Balla Seck
- Tafsir Moustapha Thiam Al Foutiyou
- Serigne Hady Touré (Fass Touré)
- El Hadji 'Umar Ndao Badr
- Thierno Mansour Barro
- Mouhammadou Samassa
- Aḥmad Tidiane Ba Fass Gounass
- Serigne Mounirou Ndieguene
- Elhadj Mamadou Seydou Ba Siradji Dini
- Seydou Nourou Ba
- Muḥammad al Mansour Sy
- Serigne Abdoul Aziz Sy Al Amine
- El Hajj Mamadou Moussa Ly
- Thierno 'Umar Ly
- Mame Serigne Alioune Ba
- Serigne Alioune Gueye Thierno Amadou Niang Boynadji
- Thierno Hamidou Alpha Moussa Sy
- Thierno Alpha Moussa Sy Fanaye
- Tafsir Amadou Fall
- Thierno Samsou Dine Sy Fanaye
- Amadou Sy Mahmoudou Alpha Fanaye
- cheikhou thienaba mame Aḥmadou Ndack Seck
- Cheikhou Amadou Bâ
- Seydina Limamou Mahdi Bâ Sa Woura Madihou
- Thierno Amadou Ibrahima Datte Ndioum
- El Hadj Ibrahima Sakho

### Mali
- Cheikh Hamallah Aḥmadou Hamahoullah, fondateur d'une branche appelée hamallisme ou hamawiyya, à Nioro du Sahel.(11grains) Il est considéré par ses disciples comme l'héritier spirituel de Cheikh Aḥmad Tidjane en raison de l'annonce de sa venue oar le Cheikh même qui envoya Sidi Tahar l'un de ses plus grand compagnons à sa recherche pour lui transmettre le secret. Il compte des millions de disciples à travers le Mali, Mauritanie, Sénegal, France (où Cheikh Hamaoullah fut annoncé décédé) etc. Son fils Muḥammad Ould Cheikhna "Bouye" dirige la zaouïa mère et les fidèles de son père à travers le monde.
- Cheikh Cherif Muḥammad Mahin Haïdara (Ségou), calife de la Fayḍah Cheikh Ibrahima Niass au Mali et aussi son beau fils
- Cherif Mouhammad El Moctar al Ouadani (Kayes)
- Cheikh Mohammad Larabi Diarra (Mopti) calife de Cheikh Ibrahima Niass
- Cheikh Cherif Muḥammad Mansour Haïdara (Ségou) beau fils et calife de Cheikh Ibrahima Niass
- Cheikh 'Umar Djoum Kaba Diakité (Nioro du Sahel)
- Cheikh Saada 'Umar Toure
- Abdul Hamid Kane
- Cheikh Beydi Tall
- Thierno Hady Thiam
- Thierno Aboubacar Barro (Kayes)
- Cheikh Lassana Wague (Brawili)
- Cheikh Mouaz Sylla (Touba Coura)
- Cherif Marabata Haïdara (Banamba)
- Cheikh Cherif Alpha Sidiki Breta Haïdara
- Cheikh Ismael Drame (Niarela Bamako)
- Cheikhna Khalifa Drame
- Cheikh Seid Ousmane Kalapo Haidara
- Cheikh Hamidou Sosso (Originaire de Ségou, il fut celui qui paya la somme demandée aux descendants de Cheikh Aḥmad Al-Tijānī pour être propriétaire foncier du lieu de repos de Cheikh Aḥmad Al-Tijānī)
- Cheikh Aguib Sosso
- Thierno Aboubacry Barro (Kayes)

### Mauritanie
- Aḥmad Ibn Baba
- Muḥammad Ul Hâfiz Ash Shinqîtî
- Mouhamed Fall Ibn Baba Alawi
- Tidjane ibn Baba Alawi
- Cheikh Mouhammad Koita
- Amadou Dème
- Aboubacar Maïga
- Sidi Mohammad Maïga
- Ali Cissé
- Al Hasan Ibn 'Alî Cissé
- El Hadji Mama Ansou Niang
- Hamidou Alpha Moussa Sy
- Idrîs Al 'Irâqî Al Husaynî, auteur de Fayd Ur Rabbânî
- Aḥmad Tall, auteur notamment de Mishkat Ul Asrâr

### Égypte
- Muḥammad Ul Hâfiz Al Misrî, auteur notamment de Qasdu Sabîl

## Les grands ouvrages de la tijānīyyah
- Jawâhir Al Maânî (Perles des Significations) du Sheikh .
- Al Boghia : Mataâlib = Requêtes de .
- الشيخ سيدي أحمد التجاني، أبعاد ضلاعته العلمية.'بقلم أحمد بن عبد العزيز بن عبد الله, من الموقع الإلكتروني للأستاذ عبد العزيز بن عبد الله.
- Rimah Hizb Ir Rahîm du cheikh 'Umar Tall
- Munyat Ul Murîd du cheikh Aḥmad At Tijânî Ibn Bâba Al 'Alawî
- Bughyat Ul Mustafîd du cheikh Muḥammad Ul 'Arabî Ibn Sâ°ih Al 'Umarî
- Durrat Ul Kharîdah du cheikh Muḥammad An Nazîfî
- Ifâdat Ul Aḥmadiyyah du cheikh Tayyib Sufyânî
- Al kibritil al-akhmar du cheikh Muḥammad Al Khalifa Niasse
- Futûhât Us Salâm du cheikh 'Abbâs Sall
- Mizâb Ur Rahmat Ir Rabbâniyyah du cheikh 'Ubaydah Ibn Muḥammad Us Saghîr At Tashît
- Fâkihat Ut Tullâb du cheikh Al Hâjj Mâlik Sy
- Tîb Ul Fâ°ih du cheikh Muḥammad An Nazîfî
- Ifhâm Ul Munkir Il Jânî du cheikh Al Hâjj Malick Sy
- Kashf Ul Albâs du cheikh Ibrahima Niass
- Kashf Ul Hijâb du cheikh Aḥmad Skiredj
- Ghayât Ul Amânî du cheikh Muḥammad Us Sayyid At Tijânî
- Mabadi° Ul Ishrâq du cheikh Muḥammad An Nazîfî
- Shamâ°il Ut Tijâniyyah du cheikh Aḥmad Skiredj
- Al Durratu Allya de Mourchid Aḥmad Iyane Sy

## Membres célèbres
- Moulay Slimane, sultan du Maroc
- Amadou Hampâté Bâ, écrivain et ethnologue malien
- Ibrahim Niasse, savant ayant maitrisé toutes les sciences (fiqh, aqida, usul..) et excellant dans le tafsir
- 'Umar Al-Mokhtar, résistant libyen
- Izz al-Din al-Qassam, résistant et savant palestinien
- Mame Khalifa Niasse, érudit, poète et l'un des plus grands maîtres soufis du XXe siècle
- 'Umar Tall Fouty, souverain, chef de guerre, érudit musulman et dirigeant du XIXe siècle
- Hassan Cissé, prédicateur et savant musulman

### Filmographie
- Éliane de Latour, Tidjane : les voies d'Allah, film documentaire, CNRS Images, 2004